# Meseret Yeshaneh
Meseret Yeshaneh (12 de mayo de 2005) es una deportista de Etiopía que compite en atletismo. Ganó una medalla de bronce en el Campeonato Mundial de Atletismo Sub-20 de 2022, en la prueba de 3000 m obstáculos.

## Palmarés internacional
| Campeonato Mundial Sub-20 | Campeonato Mundial Sub-20 | Campeonato Mundial Sub-20 | Campeonato Mundial Sub-20 |
| Año                       | Lugar                     | Medalla                   | Prueba                    |
| ------------------------- | ------------------------- | ------------------------- | ------------------------- |
| 2022                      | Cali (Colombia)           | Medalla de bronce         | 3000 m obstáculos         |